# Hypophyse (botanique)
Pour la glande endocrine, voir Hypophyse.
En botanique, l'hypophyse, ou apophyse, est une structure embryonnaire végétale située à la base du suspenseur au stade globulaire du proembryon des plantes dicotylédones. En se divisant, elle donnera la radicelle de l'embryon,.
L'hypophyse résulte de la division d'une seule cellule et le plan de division doit être bien orienté sinon les signaux qui déclencheront le développement des deux cellules filles (columelle et centre quiescent) n'aboutiront pas et il ne se formera pas de méristème. C'est ce qui se passe chez certains mutants.